# Henrique, 3.º Conde de Lencastre
Henrique Plantageneta, 3.º Conde de Leicester e Lencastre (c. 1281 – 22 de setembro de 1345) foi um nobre inglês, sendo um atores principais na deposição de Eduardo II de Inglaterra.

## Origem
Era o filho menor de Edmundo de Lencastre, Conde de Lencastre e Leicester,que era filho de Henrique III de Inglaterra e Leonor da Provença.  A mãe de Henrique era Branca de Artois, Rainha de Navarra.

## Petição para a sucessão e herança
Após um período de oposição de ao Rei Eduardo II, incluindo a participação em aberto de duas duas rebeliões, Tomás,  em  1322, foi condenado por traição e executado, sendo suas terras e títulos confiscados. Henrique não participou rebeliões de seu irmão; mais tarde ele solicitou a devoluação da herança para si. Em 29 de março de 1324 foi investido como Conde de Leicester. Alguns anos mais tarde, pouco depois da ascensão de Eduardo III de Inglaterra, teve devolvido o condado de Lencastre, juntamente com outras propriedades confiscadas. 
Após a queda de Eduardo II, Henrique foi apontado como chief advisor pelo novo rei Eduardo III de Inglaterra, além de ser apontado como Capitão Geral das forças do rei nos exercícios militares na escócia.  Ele foi apontado como High Sheriff of Lancashire em  1327.
Por volta do ano de 1330,  acabou ficando cego.  Foi sucedido com Conde de Lencastre e 
Leicester por seu filho mais velho, Henrique de Grosmont, que subseqüentemente tornou-se Duque de Lencastre.

## Família
Henrique casou-se com Maud Chaworth em 2 de março 1296 ou  1297.
Henrique e Maud tiveram sete filhos:
- Henrique, Conde de Derby, (cerca de 1300-1360/61)
- Branca de Lencastre, (cerca de 1305-1380) casou com Tomás  Wake, 2.º Barão Wake de Liddell
- Maud de Lencastre, (cerca de 1310-1377); casada com  Guilherme de Burgh, 3.º Conde de Ulster
- Joana de Lencastre, (cerca de 1312-1345); casada com João de Mowbray, 3.º  Barão Mowbray
- Isabel de Lencastre, abadessa de Amesbury
- Leonor de Lencastre, (cerca de 1318-1371/72) casada com João Beaumont e depois com Ricardo Fitzalan, 3.º Conde de Arundel;
- Maria de Lencastre, (cerca de 1320-1362), casou com Henrique de Percy, 3.º Barão Percy, e foi mãe de Henrique Percy, 1. º Conde de Northumberland

## Ancestralidade

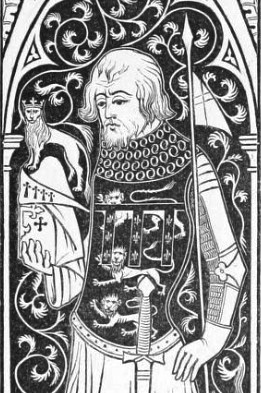
Desenho de bronze monumental na Igreja de Elsing, Norfolk, de Henrique de Grosmont, 4º Conde de Lancaster e Leicester (c. 1310-1361) (posteriormente KG e 1º Duque de Lancaster)[1], um dos 8 enlutados retratados ao redor do bronze principal de Sir W:Hugh Hastings I (c. 1310-1347) de Elsing. Em sua túnica, ele exibe o brasão de Plantageneta com uma etiqueta da França para a diferença, sendo uma versão diferenciada do brasão de seu ancestral, o Rei Henrique III. Em sua mão direita, ele segura seu elmo no topo, que é seu brasão. Em um chapéu virado para cima, um leão statant guardant coroado ou. De sua lança voa uma flâmula da Cruz de São Jorge.